# Heavy D!
Heavy D! (ヘビィ・D! Hebi D!?) es un personaje ficticio creado por la compañía japonesa SNK de la saga de videojuegos King of Fighters.

## Historia
Heavy D! fue una vez un famoso boxeador, pero fue expulsado de la competición por herir gravemente a un contrincante en una pelea; se dice que debido a los golpes ese sujeto murió. Él, Lucky Glauber y Bryan Battler recibieron cada uno la invitación para participar en el torneo de The King Of Fighters '94, y a partir de esto formaron el American Sport Team o equipo de deportes de América.
Al igual que sus compañeros de equipo, Heavy D! logra una destacable aparición en el torneo de The King of Fighters '94 lo que logra cierto interés de parte de Rugal Bernstein por este equipo.

## Poderes
- High-Speed Punch - Heavy D! puede ofrecer a golpes sobrehumanos velocidades similares.
- Tornado Punch - Heavy D! Tornado Punch - Heavy D! . puede ofrecer golpes rodeado por un tornado como el aura.
- Energy Sparks - Heavy D! Energía Sparks - Heavy D! pueden despedir chispas de energía con un uppercut.
- Energy Geyser - By punching the ground, Heavy D! Energía Geyser - perforando el suelo, Heavy D! puede crear un géiser pequeña de la energía.
- Canon Punch - Heavy D! Canon Punch - Heavy D! puede disparar un proyectil sólido de la energía con su puño.

### Estilo de lucha
Heavy D! es un boxeador ortodoxo, cuyo estilo de combate está fuertemente influenciado por Mickey Rogers.

### Apariciones en The King Of Fighters
- The King of Fighters '94
- The King of Fighters '98
- The King of Fighters '98: Ultimate Match
- The King of Fighters 2000 - Como Striker Maniac PS2 para Joe.